# ۲-متیل‌آندکانال
۲-متیل‌آندکانال (به انگلیسی: 2-Methylundecanal) یک ترکیب شیمیایی با شناسه پاب‌کم ۶۱۰۳۱ است. شکل ظاهری این ترکیب، مایع بی‌رنگ است.